# 藤森清一朗
藤森 清一朗（ふじもり せいいちろう、1888年（明治21年）11月10日 - 1975年（昭和50年）5月20日）は、日本の海軍軍人。海兵37期，海大甲種19期。大日本帝国海軍第十戦隊司令官、呉警備戦隊司令官、横須賀警備戦隊司令官、駐満海軍部参謀長、満洲国大使館附武官、北京在勤武官。最終階級は海軍少将。諏訪市長。従四位勲二等功三級。

## 経歴
長野県出身。長野県立諏訪中学校第四学年で中退し、1906年11月、海軍兵学校（37期）に入学。1909年11月、兵学校を卒業し、1910年12月、海軍少尉任官。
以後、海軍砲術学校普通科学生、海軍水雷学校普通科学生、海軍大学校乙種学生、水雷学校高等科学生として研鑽を積み、1919年12月から1921年11月まで海軍大学校（甲種19期）で学んだ。同年12月、海軍少佐に昇進し呉防備隊分隊長に就任。以後、葵駆逐艦長、皇族附武官（博忠王附）、金剛水雷長、第二艦隊参謀、軍令部参謀、資源局事務官、伊勢副長、間宮特務艦長などを歴任し、1930年12月、海軍大佐に昇進。さらに、朝日特務艦長、平戸艦長、駐満海軍部参謀長、兼在満州国大使館附武官、磐手艦長、横須賀防備隊司令などを経て、1936年12月、海軍少将に昇進し呉防備戦隊司令官に就任した。以後、第十戦隊司令官、呉鎮守府出仕、軍令部出仕、北京在勤武官などを務め、1940年3月15日に待命、同月21日予備役編入となった。
1941年9月に充員召集され、太平洋戦争では、呉警備戦隊司令官、横須賀警備戦隊司令官、第7海軍根拠地隊司令官、父島方面特別根拠地隊司令官として各地を転戦し、軍令部出仕を経て、1942年12月、充員召集が解除された。
1943年7月19日、諏訪市長に就任し、戦時下の対応に尽力し、1945年7月10日に市長を退任した。その後公職追放となった。

## 年譜
- 1909年（明治42年）- 海軍兵学校（37期）卒業
- 1921年（大正10年）
  - 11月 - 海軍大学校（甲種学生19期）卒業
  - 12月1日 - 海軍少佐
- 1922年（大正11年）7月20日 - 葵駆逐艦長
- 1924年（大正13年）12月1日 - 金剛水雷長
- 1925年（大正14年）11月10日 - 第二艦隊参謀
- 1926年（大正15年）
  - 11月1日 - 軍令部参謀（第2班第3課）
  - 12月1日 - 海軍中佐
- 1929年（昭和4年）11月30日 - 伊勢副長
- 1930年（昭和5年）
  - 11月15日 - 間宮特務艦長
  - 12月1日 - 海軍大佐
- 1931年（昭和6年）12月1日 - 朝日特務艦長
- 1932年（昭和7年）5月10日 - 平戸艦長
- 1933年（昭和8年）
  - 4月1日 - 駐満海軍部参謀長
  - 4月25日 - 兼在満洲国大使館附武官
- 1934年（昭和9年）9月1日 - 磐手艦長
- 1935年（昭和10年）11月15日 - 横須賀防備隊司令
- 1936年（昭和11年）12月1日 - 海軍少将・呉防備戦隊司令官
- 1937年（昭和12年）12月1日 - 第10戦隊司令官
- 1939年（昭和14年）3月15日 - 北京在勤武官
- 1940年（昭和15年）3月21日 - 予備役
- 1941年（昭和16年）
  - 9月24日 - 充員召集
  - 10月15日 - 呉警備戦隊司令官
- 1942年（昭和17年）
  - 1月10日 - 横須賀警備戦隊司令官
  - 4月10日 - 第7海軍根拠地隊司令官
  - 6月15日 - 父島方面特別根拠地隊司令官
  - 12月21日 - 召集解除
- 1975年（昭和50年）5月20日 - 86歳にて没。

## 栄典
- 1916年（大正5年）1月21日 - 正七位[8]

## 親族
- 伯父：降幡敏 (海軍中将、海兵35期)
- 甥：降幡倉雄(海軍主計少佐、海経16期首席、姉の息子)
- 甥：藤森健(海軍少尉、海兵74期、兄の次男)